# Blijdesteijn

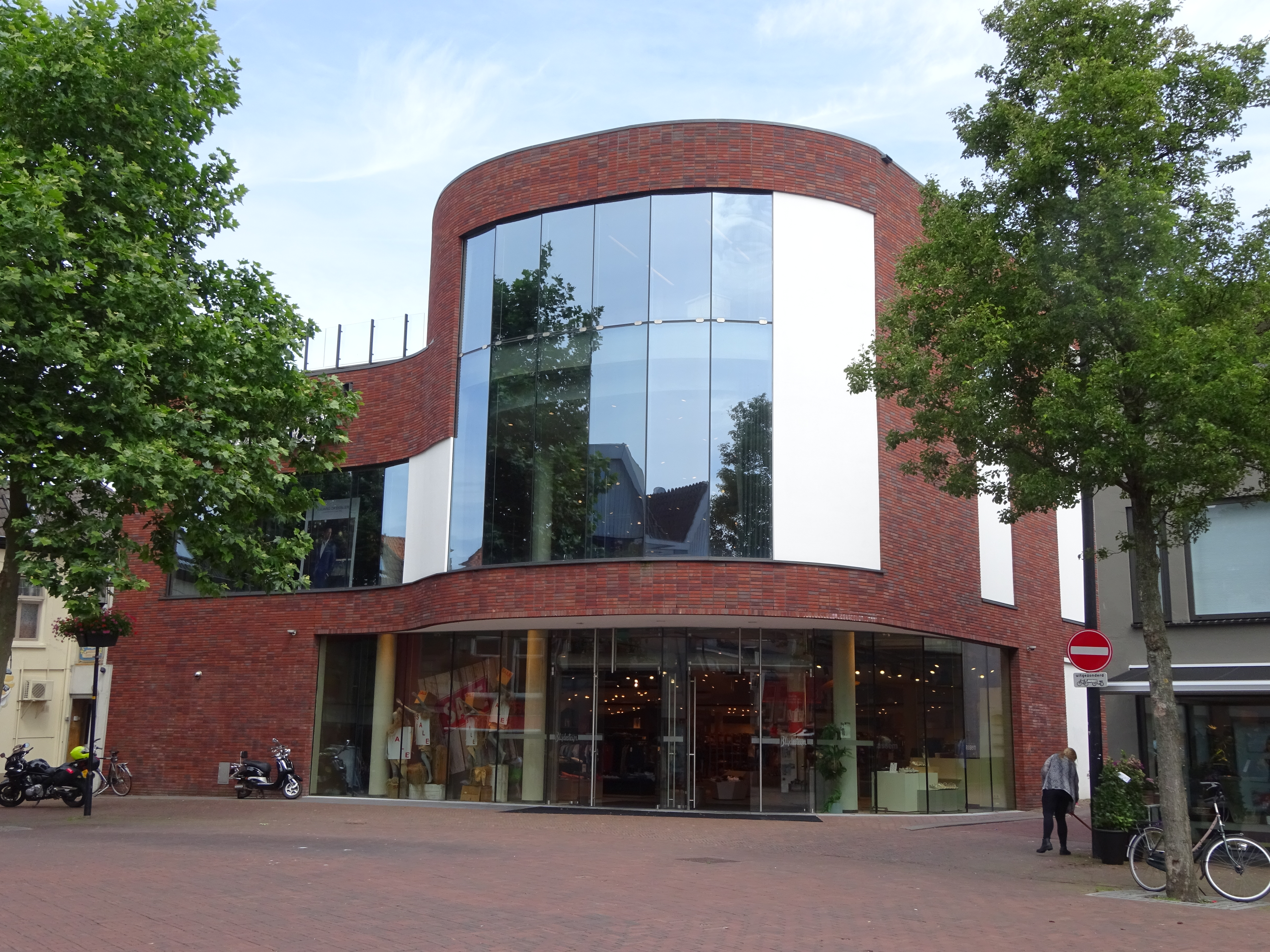

Blijdesteijn is een landelijk bekende kledingwinkel en publiekstrekker voor Tiel, een familiebedrijf sinds 1833. Het bedrijf is hofleverancier. De winkel hoort met 300.000 bezoekers per jaar tot de tien grootste zelfstandige winkels in Nederland op kleding- en schoenengebied.

## Geschiedenis
In 1820 trokken de twee Duitse broers Levi en Hermann met hun moeder Klaartje Samuels langs de Rijn naar Nederland. Zij vluchtten voor een pogrom maar evenzeer voor de armoede na het overlijden van hun vader Mendel Tobias. Klaartje en Mendel kwamen uit de plaats Bleidenstadt en Levi, toen zestien jaar oud, schreef de familie in Ophemert in onder de naam Bleidenstein.
Hermann was enkele jaren actief als marskramer. Hij ging te voet de deuren in de dorpen van de Betuwe en het Land van Maas en Waal langs met een pak stalen aan een riem. In 1833 begon hij vanuit zijn woonhuis een bescheiden winkel in manufacturen en vernederlandste zijn naam naar Hijman van Bleidenstein. Doordat de notaris zich vergiste bij het opmaken van de koopakte van het pand aan de Voorstad, is de familienaam omstreeks 1915 veranderd in Blijdesteijn, de huidige schrijfwijze.
Manuel en Samuel, de zoons van Hijman, zetten de zaak voort. Manuel ging de boer op en Samuel beheerde de winkel. Samuels zoon Elias en zijn vrouw Esther vormden de derde generatie in het bedrijf. Esther stond in de winkel en Elias ging de boerderijen langs met een kruiwagen, later met de fiets en ten slotte met een paard en wagen, de zogenaamde hittekar. In 1915 verhuisden Elias en Esther naar een herenhuis aan de Voorstad in Tiel. In 1921 schaften zij een T-Ford aan om de spullen te bezorgen en niet lang daarna werd het woonhuis verbouwd tot een winkel in manufacturen. Geleidelijk kwam daar steeds meer herenkleding bij en vanaf 1926 ook dameskleding. Nadat Elias een ongeluk had gehad met de T-Ford en niet meer de oude werd, kwam zijn zoon Maurits in de zaak. Elias overleed in 1933 en Maurits werd de nieuwe eigenaar van het bedrijf. Omdat de concurrentie opkwam, werd reclame steeds belangrijker en ging Maurits modeshows organiseren.

### Tweede Wereldoorlog
In de Tweede Wereldoorlog werden alle Joodse bedrijven van Tiel geliquideerd, behalve de winkel van Maurits van Blijdesteijn. Deze werd onteigend en overgenomen door bewindvoerder Johannes Kip, een NSB'er. Het lukte Maurits nog een deel van de voorraad te verstoppen bij een bevriende familie in Heesselt, waar hij hem na de oorlog weer kon ophalen. De winkel behaalde tijdens de oorlogsjaren een prima resultaat door leveranties aan de Wehrmacht. Ook werden er bontmantels en andere goederen verkocht die geroofd waren uit geliquideerde Joodse zaken.
Het gezin van Maurits en zijn vrouw Evalien ontsnapte ternauwernood aan een razzia, en kon dankzij het netwerk van de broer van Evalien onderduiken, de ouders apart van hun zoons Elie en Ido.

### Naoorlogse ontwikkelingen
Na de oorlog lag de Tielse binnenstad grotendeels in puin als gevolg van de gevechten tussen de Duitse bezetters en de geallieerden die gelegen waren aan de zuidzijde van de Waal. De Van Blijdesteijns troffen echter een min of meer intacte, maar geheel lege winkel aan en gingen keihard aan het werk om de zaak weer op te bouwen. Omdat hun winkels verwoest waren, verkochten verscheidene collegawinkeliers hun goederen tijdelijk ook vanuit de zaak van de Van Blijdesteijns.
De eerste verkopen waren de zogenaamde Shafegoederen: overgebleven Amerikaanse legerkleding die direct na de oorlog aan Nederland ter beschikking werd gesteld. Nadien werd het kledingassortiment sterk uitgebreid en in 1967 openden de Van Blijdesteijns een aparte herenzaak in de Waterstraat. In de Voorstad kochten zij enkele panden aan en daar werden in 1975 de dames- en herenkleding samengevoegd. Samen met zijn zoons Elie en Franklin leidde Maurits de zaak tot zijn overlijden in 1986, waarna Elie hem opvolgde, in 1998 gevolgd door Franklin.

### 21ste eeuw
Door eigen inkoop uit modecentra als Amsterdam, Düsseldorf en Parijs verwierf Blijdesteijn een vooraanstaande positie in Nederland. In 2009 werd de bestaande winkel met de aangekochte belendende panden gesloopt om het winkelpand ingrijpend te vernieuwen. Door de krimpende economie na de kredietcrisis liep de nieuwbouw vertraging op, maar in februari 2012 opende het nieuwe stijlmodehuis van ruim 3.500 vierkante meter zijn deuren. Het heeft een glazen gevel gekregen en de vloeiende, "vrouwelijke" lijnen van het gebouw zijn een blikvanger in het stadscentrum.
In oktober 2014 werd het slapende archief van het bedrijf overgedragen aan het Regionaal Archief Rivierenland. Sinds 2015 zijn de drie kinderen van Franklin van Blijdesteijn, Bram, Max en Anne de zesde generatie aan het roer van het familiebedrijf.
Blijdesteijn is een van de deelnemers van het project Hommage Hofleverancier, een initiatief van vier Tielse hofleveranciers die kunstenaars een podium bieden. Om nieuwe doelgroepen aan te trekken is het bedrijf een samenwerking aangegaan met beeldend kunstenaar Eylem Aladogan.

## Collectie
De collectie bestaat uit een breed assortiment aan exclusieve dames- en herenmode, bedrijfskleding, schoenen en accessoires.